# Teatro das Beiras
O Teatro das Beiras é uma companhia profissional de teatro portuguesa, localizada na cidade da Covilhã. Fundada a 7 de Novembro de 1974, por Fernando e Rui Sena com a designação de Grupo de Intervenção Cultural da Covilhã (GICC), a companhia nasce fruto das necessidades culturais da região e do objectivo dos fundadores de produzir espectáculos teatrais com mais regularidade.

“O teatro é diferente todos os dias, mesmo que seja a mesma peça a ser representada”
(Fernando Sena)

## História
A história do Teatro das Beiras começa em 1976 com a estreia da primeira peça La farce de maître Pathelin. A partir desta data o Teatro das Beiras, ainda reconhecido como Grupo de Intervenção Cultural da Covilhã (GICC), desenvolve a sua actividade ligada ao teatro e às artes performativas. Em 1977 com sede própria, o grupo começa a desenvolver exposições de pintura, escultura, desenho, serigrafia, espectáculos de musica e dança, tornando assim este espaço no centro cultural da Covilhã. Em 1980 a companhia realiza a primeira edição do “Ciclo de Teatro de Outono”, hoje intitulado por “Festival de Teatro da Covilhã”, é um festival de teatro, organizado pelo Teatro das Beiras há mais de 30 anos, onde participam diversas companhias profissionais do teatro português. Em 1994, passados quase 20 anos de actividade, o grupo consegue através da candidatura à Secretaria de Estado da Cultura o estatuto profissional. Dois anos depois, a mesma secretaria considera o distrito de Castelo Branco, do qual faz parte o Teatro das Beiras, como a “Capital Do Teatro”. Esta distinção permitiu angariar verbas para a realização de um conjunto de eventos, como as exposições “cenografias” de José Manuel Castanheira e “Teatros de Papel”, a edição de cinco livros dedicados ao teatro e a produção de dois espectáculos teatrais. Em 1998 o Teatro das Beiras ganha o diploma de utilidade pública. Ao longo de mais de 30 anos de existência, a companhia produziu mais de 60 espectáculos, realizou mais de 2.000 representações, para mais de 200.000 espectadores.4
A companhia conta actualmente com 15 artistas e técnicos profissionais e produz cerca de 4 espectáculos por ano (1 para a infância, 1 para o ar livre, 2 para sala).

## Activadades Paralelas
São várias as actividades que o Teatro da Beira acolhe nas suas instalações, como exposições, workshops, espectáculos e debates culturais, contribuindo assim para o desenvolvimento social e cultural de toda a região. O Teatro das Beiras é ainda parte integrante de um projecto de parceria com a Scutvias e a Quarta Parede, denominado SegurArte- Segurança com Arte, um jogo destinado às crianças do 1º ciclo do ensino básico, que permite ensinar os conceitos de segurança rodoviária de uma forma lúdica e artística. Visando à formação, o Teatro das Beiras criou uma oficina de teatro aberta a toda a comunidade covilhanense, que acolhe pessoas desde a mais tenra idade.